# Erzurumi repülőtér
Az Erzurumi repülőtér (IATA: ERZ, ICAO: LTCE) Törökország egyik kisebb jelentőségű nemzetközi repülőtere, amely Erzurum közelében található. Éves utasforgalma 864 506 fő (2022).

## Légitársaságok és úticélok
2023-ban a Erzurumi repülőtérről az alábbi járatok indulnak:
| Légitársaság          | Célállomások                            |
| --------------------- | --------------------------------------- |
| AnadoluJet            | Ankara, Bursa, Istanbul–Sabiha Gökçen   |
| Nordwind Airlines     | Szezonális charter: Moscow–Sheremetyevo |
| Pegasus Airlines      | Ankara, Istanbul–Sabiha Gökçen          |
| SunExpress            | İzmir                                   |
| Turkish Airlines      | Istanbul                                |
| Turkmenistan Airlines | Aşgabat, Türkmenbaşy                    |

## Futópályák
A repülőtér futópályái:
- 08R/26L
- 08L/26R

## Forgalom
Az utasforgalom az elmúlt években az alábbi módon változott:
| Utasok száma | 591 105 | 599 017 | 765 082 | 789 220 | 976 336 | 976 336 | 1 349 633 | 1 014 971 | 563 185 | 864 506 |
|              | 2007    | 2009    | 2010    | 2012    | 2014    | 2015    | 2017      | 2019      | 2020    | 2022    |